# Isachneae
Isachneae, tribus trajnica ili jednogodišnjeg raslinja iz porodice trava, dio je potporodice Micrairoideae. Tribusu prema novoj klasifikaciji pripada 5 rodova

## Rodovi
1. Coelachne R.Br. (12 spp.)
2. Heteranthoecia Stapf (1 sp.)
3. Hubbardia Bor (2 spp.)
4. Isachne R.Br. (104 spp.)
5. Sphaerocaryum Hook.f. (1 sp.)

- Limnopoa C.E.Hubb. (1 sp.)